# Treåringseliten
Treåringseliten är ett årligt travlopp för 3-åriga varmblodstravare som körs på Solvalla i Stockholm. Loppet går av stapeln under samma tävlingsdag som Elitloppet i slutet av maj varje år. Loppet körs över distansen 1640 meter med autostart. Förstapris (sedan 2019) är 1 000 000 kronor, vilket gör loppet till ett av de större treåringsloppen i Sverige.
Loppet är ett Grupp 2-lopp, det vill säga ett lopp av näst högsta internationella klass.

## Vinnare
| År   | Häst             | Kusk                 | Tränare               | Tid    | Odds  | Tvåa               | Trea             |
| ---- | ---------------- | -------------------- | --------------------- | ------ | ----- | ------------------ | ---------------- |
| 2025 | Wise Guy         | Per Nordström        | Per Nordström         | 1.11,0 | 8,24  | Ginostrabliggi     | Fragolino Rosso  |
| 2024 | Fellow Wise As   | Örjan Kihlström      | Alessandro Gocciadoro | 1.12,3 | 5,16  | Feldenkreis Pal    | Orion Dragon     |
| 2023 | Epsom As         | Ulf Ohlsson          | Reijo Liljendahl      | 1.12,9 | 4,17  | Cincinnati Beach S | Nacido Boko      |
| 2022 | Hurricane D.K.   | Robin Bakker         | Paul J. P. Hagoort    | 1.13,0 | 21,61 | Monastery Boko     | Diapason         |
| 2021 | Love You Too     | Micha Brouwer        | Paul J. P. Hagoort    | 1.12,9 | 88,02 | Cash Maker         | Aquarius Face    |
| 2020 | Hell Bent For Am | Örjan Kihlström      | Stefan Melander       | 1.11,9 | 1,69  | Bolero Gar         | Natorp Bo        |
| 2019 | Aetos Kronos     | Johan Untersteiner   | Jerry Riordan         | 1.11,9 | 26,59 | Acciato            | Axl Rose         |
| 2018 | Global Withdrawl | Erik Adielsson       | Svante Båth           | 1.12,2 | 2,84  | Cathrine's Chevy   | Zenio            |
| 2017 | Global Un Poco   | Erik Adielsson       | Svante Båth           | 1.11,5 | 2,28  | Twist of Fate      | Batman Godiva    |
| 2016 | Makethemark      | Ulf Ohlsson          | Petri Salmela         | 1.11,8 | 3,41  | Mindyourvalue W.F. | Rocket Face      |
| 2015 | Sucre            | Christoffer Eriksson | Tomas Malmqvist       | 1.11,9 | 5,22  | Camelot Sisu       | Tango Negro      |
| 2014 | Jontte Boy       | Tuomas Korvenoja     | Tuomas Korvenoja      | 1.11,5 | 2,49  | Fire To The Rain   | Explosive de Vie |
| 2013 | Rolling Stones   | Örjan Kihlström      | Stefan Hultman        | 1.12,7 | 1,69  | Gimeheaven Sisu    | Elvis Duo        |
| 2012 | Nato Dream       | Stefan Melander      | Stefan Melander       | 1.11,7 | 3,56  | Proud Wood         | Here to Rock F.  |
| 2011 | Go Green Pellini | Ulf Ohlsson          | Svante Båth           | 1.12,8 | 3,20  | Orchetto Jet       | Ulixorio         |
| 2010 | Nevele Wood      | Erik Adielsson       | Arnold Mollema        | 1.12,5 | 7,31  | Deuxieme Picsous   | Eyesee           |